# Penza (grad)
Penza (ruski: Пе́нза) je grad u Rusiji. Upravno je središte Penenske oblasti u Privolškom saveznom okrugu. Nalazi se na rijeci Suri (pritoka Volge), 709 km jugoistočno od Moskve na 53°12′N 45°00′E / 53.200°N 45.000°E.
Penza je osnovana 1663. kao granična ispostava na tadašnjoj jugoistočnoj međi Rusije.
Broj stanovnika: 518.200 (popis 2002.)
Grad Penza je dobio ime po rijeci uz koju je zapravo bio izgrađen. Budući da je to bio grad s međe, brojne prve kuće su bile drvene i napravljene su bez ikakva središnjeg plana. Prve kamene kuće su bile sagrađene od 1801. do 1928.
Danas se grad Penzu smatra regionalnim središtem visoke naobrazbe. Ima pet sveučilišta: Državno tehničko, Pedagoško, Akademiju poljodjelstva, Tehnološki institut i Institut za civilne građevine), 13 fakulteta i 77 javnih škola.
Pored ovih, u Penzi su tri kazališta, četiri muzeja i tri umjetničke galerije.
Zemljopisno Penza uvelike odudara od okolnih gradova zbog svojstvenih brda i okolnih gustih šuma.

## Vanjske poveznice
- Službene stranice (na ruskom)  Arhivirana inačica izvorne stranice od 23. veljače 2016. (Wayback Machine)